# Paul Weidmann
Paul Weidmann (* 10. September 1744 in Wien; † 9. April 1801 ebenda) war ein österreichischer Schriftsteller.
Weidmann ist der jüngere Bruder des Schauspielers und Dramatikters Joseph Weidmann, mit dem er häufig verwechselt wird. Er ist Autor von mehr als 65 Dramen.
1767 trat Weidmann in den österreichischen Staatsdienst ein. 1772 veröffentlichte er Hababah, oder die Eifersucht im Serail, zwei Jahre später erschien das Habsburger-Epos Karlssieg. 1775 verfasst er mit Johann Faust das erste deutsche Kunstdrama des Fauststoffes. Er ließ als erster Fausts Eltern auftreten.

## Werke (Auswahl)
- 1771 Abdalah, oder keine Wohlthat bleibt unbelohnt. Ein deutsches Originaldrama von einem Aufzug (Digitalisat)
- 1771 Die Überraschung. Ein deutsches Originallustspiel von einem Aufzuge (Digitalisat)
- 1773 Der Selbstmord, oder der unglückliche Lottospieler. Ein deutsches Originaldrama in Prosa von einem Aufzuge (Digitalisat)
- 1773 Die Folter, oder der menschliche Richter. Ein deutsches Originaldrama in Prosa von einem Aufzuge (Digitalisat 1773, Digitalisat 1776)
- 1773 Die Räuber, oder die schwere Wahl. Die Räuber, oder die schwere Wahl
- 1774 Der Podagrist. Ein Originallustspiel von einem Aufzug
- 1775 Die Erziehung. Ein Originallustspiel von einem Aufzug
- 1785 Der Dorfbarbier. Ein Originallustspiel in einem Aufzug